# Gilbert Foliot
Gilbert Foliot (* ca. 1110; † 18. Februar 1187) war ein anglonormannischer Benediktinermönch. Er wurde 1139 Abt von Gloucester Abbey. Ab 1148 war er Bischof von Hereford und ab 1163 Bischof von London.

## Herkunft
Gilbert Foliot war ein Sohn von Agnes de Chesney. Gilberts Mutter war vermutliche eine Tochter von Roger de Chesney, der aus Le Quesnay in der Normandie stammte, und von dessen Frau Alice de Langetot. Die Identität des Ehemanns von Gilberts Mutter ist nicht genau geklärt. Auf jeden Fall war sein Vater ein Angehöriger der normannischen Familie Foliot, die ursprünglich wohl aus dem Cotentin stammte. Wahrscheinlich war Gilbert ein Sohn von Robert Foliot, der dem späteren schottischen König David I. als Verwalter gedient hatte, als dieser als Earl of Huntingdon in England lebte. Gilberts Mutter war eine Schwester von Robert de Chesney. Dieser war damit sein Onkel, von 1147 bis 1166 war er Bischof von Lincoln. Zu seinen weiteren Verwandten gehörten Miles de Gloucester, 1. Earl of Hereford, Bischof Richard de Belmeis von London, der von 1108 bis 1127 Bischof von London war, dessen namensgleicher Nachfolger Richard de Belmeis II, der von 1152 bis 1162 Bischof von London war. Auch Richard of Ilchester, der spätere Bischof von Winchester, war mit Gilbert verwandt. Seine große Familie förderte Foliots Karriere. Dank Miles de Gloucester wurde er 1139 Abt von Gloucester Abbey, und dass bereits zwei Mitglieder seiner Familie Bischöfe von London gewesen waren, erleichterte sicher seine Wahl zum Bischof 1163.

## Ausbildung
Als Jugendlicher wurde Foliot von den Lehrern Master Adam und Ranulf de Turri in den Freien Künsten, insbesondere in Rhetorik, Römisches Recht und Theologie unterrichtet. Über diese Lehrer ist außer ihren Namen nichts bekannt, auch nicht, wo sie Foliot unterrichteten. Vermutlich studierte Foliot Römisches Recht in Bologna und Theologie an der Kathedralschule von Exeter. Wahrscheinlich war er auch ein Schüler von Robert Pullen (* um 1080; † um 1146), der in Paris und in den 1120er Jahren in Exeter lehrte. Von Foliot sind zwischen 250 und 300 Briefe bekannt, die seine Bildung und seine Schreibfähigkeit bezeugen. Zusammen mit den von ihm besiegelten Urkunden sind damit fast 500 Schriftstücke von ihm erhalten. Dazu sind von ihm Kommentare zum Vaterunser und zum Hohenlied (Hoheslied) erhalten, vermutlich hat er noch weitere Aufsätze und Kommentare zu religiösen Themen verfasst.

## Aufstieg zum Abt von Gloucester
Foliot trat um 1130 mit ungefähr 20 Jahren als Mönch in die Abtei Cluny ein. Er stieg rasch zu einem der Priore von Cluny auf und wurde dann Prior des Priorats von Abbeville, einem Tochterkloster von Cluny. Durch den Einfluss des mit dem verwandten Miles de Gloucester wurde er 1139 Abt des Benediktinerklosters St Peter im englischen Gloucester.

## Abt von Gloucester
Gloucester Abbey war ein angesehenes Kloster, zu dem umfangreiche Besitzungen sowie mehrere Tochterhäuser in England und Wales gehörten. Dennoch lebte er als Abt persönlich bescheiden. Einen langandauernden Streit mit Wilhelm von York, dem Erzbischof von York über den Besitz mehrerer Güter konnte Foliot durch Urkundenfälschungen zugunsten seiner Abtei entscheiden. Anscheinend gingen diese Fälschungen, die damals in englischen Klöstern durchaus üblich waren, auf Initiative von Foliot zurück.
Die größte Herausforderung für den jungen Abt wurde jedoch der Thronfolgekrieg, die sogenannte Anarchie, die um diese Zeit England erschütterte. Robert, 1. Earl of Gloucester wurde der wichtigste Unterstützer der sogenannten Kaiserin Matilda, die gegen ihren Cousin Stephan von Blois den englischen Thron beanspruchte. Foliot war zunächst ein glühender Anhänger von Matilda. Ein erhaltener Brief von ihm an Brian FitzCount zeigt, wie sorgfältig er, durch Bibelstellen belegt, den Thronanspruch von Matilda als Tochter des verstorbenen Königs Heinrich I. begründete. Bis zum Rückzug von Matilda aus England 1148 blieb der Thronfolgekrieg jedoch unentschieden und das Land war in zwei Teile gespalten. Da Heinrich von Blois, der Bischof von Winchester seinen Bruder König Stephan unterstützte, drohte der Bürgerkrieg auch die Kirche in zwei Lager zu spalten. Theobald von Bec, der 1139 Erzbischof von Canterbury wurde, gelang es jedoch, die kirchliche Einheit der Kirchenprovinz Canterbury zu bewahren. Dazu versuchte er, den Bürgerkrieg zu beenden und England wieder zu befrieden, wofür er die Unterstützung des reichen und einflussreichen Abtes von Gloucester benötigte. Foliot wurde so rasch ein Freund und Unterstützer von Theobald. Mit Foliots Unterstützung gelang es dem Erzbischof, auch als Oberhaupt der Kirche in den Gebieten anerkannt zu bleiben, die von Anhängern der Kaiserin beherrscht wurden. Ein weiterer Freund von Foliot wurde der Zisterzienserabt Aelred von Rievaulx, der nach seinem Tod heiliggesprochen wurde. Aelred widmete Foliot später eine Predigtsammlung.

## Bischof von Hereford
Erzbischof Theobald belohnte Foliot für seine Unterstützung, indem er ihn 1148 zum Kandidaten für das Amt des Bischofs von Hereford vorschlug und wählen ließ. Papst Eugen III. unterstützte den Vorschlag, doch aufgrund der damaligen Spannungen zwischen König Stephan und dem Erzbischof fand die Bischofsweihe auf Anordnung des Papstes in Frankreich statt. Zusammen mit mehreren französischen Bischöfen weihte Theobald Foliot am 5. September in Saint-Omer zum Bischof. In Frankreich verlangte Heinrich Plantagenet, der als Sohn der Kaiserin ihren Thronfolgeanspruch übernommen hatte, einen Unterstützungseid von Foliot. Foliot wollte diesen wohl schon leisten, doch auf Anordnung des Erzbischofs unterließ er dies und schwor stattdessen König Stephan die Treue. Heinrich Plantagenet war über diesen Treueeid von Foliot zunächst erzürnt, konnte sich jedoch schließlich damit abfinden. Foliot agierte in der Folge oft als königlicher Richter und stellte 1153 zu seiner Unterstützung in Rechtsangelegenheiten einen Beamten ein, der auf Römisches Recht spezialisiert war. Nachdem Heinrich Plantagenet den Bürgerkrieg zu seinen Gunsten entschieden hatte und 1154 als Heinrich II. englischer König geworden war, wurde Foliot rasch einer der wichtigen Ratgeber des neuen Königs.

## Der Beginn des Konflikts mit Thomas Becket
Im April 1161 starb Erzbischof Theobald. König Heinrich II. wünschte seinen Kanzler Thomas Becket als neuen Erzbischof. Becket hatte als Archidiakon von Canterbury auch dem verstorbenen Erzbischof nahegestanden, doch erst im Mai 1162 sandte der König Boten nach Canterbury, um die Mönche des Kathedralpriorats mit der Wahl Beckets zu beauftragen. Die Mönche kamen der Aufforderung rasch nach, und auf einer Kirchenratsversammlung in London stimmten auch die Suffraganbischöfe der Wahl Beckets zu. Nur Foliot soll gegen die Wahl Einwände erhoben haben. Ihm wurde nachgesagt, selbst Erzbischof von Canterbury werden zu wollen, doch vermutlich hielt er Becket für zu weltlich und damit unwürdig als Erzbischof. Wenig später bat der König den Papst um Erlaubnis, Foliot zu seinem Beichtvater zu machen, möglicherweise als Entschädigung oder auch als Gegengewicht zu Beckets wachsendem Einfluss.

## Bischof von London

### Wahl zum Bischof
Nach der Weihe von Becket beschlossen Becket und der König, Foliot mit dem Amt des Bischofs der reichen Diözese London zu entschädigen. Das Kathedralkapitel der St Paul’s Cathedral, dem mehrere Verwandte Foliots angehörten, hatte gegen Foliot als Bischof keine Bedenken. Nach dem Chronisten Ralph de Diceto, der damals Archidiakon und selbst Kanoniker an St Paul’s war, befürwortete es sogar einstimmig die Wahl Foliots. Die Übertragung von Bischofsämtern widersprach jedoch dem damaligen kanonischen Recht, weshalb Foliot für sein neues Amt die Zustimmung des Papstes benötigte. Diese wurde in Gegenwart des Königs am 6. März 1163 beantragt. Papst Alexander III., der sich zu dieser Zeit in Paris aufhielt, bestätigte am 19. März die Wahl und erteilte den benötigten Dispens. Am 28. April 1163 wurde Foliot in St Paul’s als Bischof von London inthronisiert.

### Ausweitung des Konflikts mit Becket
Becket gehorchte als Erzbischof dem König nicht mehr so, wie Heinrich II. es von seinem ehemaligen Kanzler erwartet hatte. Sowohl der König und der Papst baten deshalb Foliot, im Streit mit Becket zu vermitteln. Auch Becket vertraute zu der Zeit noch Foliot. Dieser wirkte in dem Konflikt zunächst mäßigend, denn wie Becket akzeptierte er 1164 die vom König erlassenen Constitutions of Clarendon. In der Folge kam es jedoch auch zwischen Becket und Foliot zu Spannungen. Dabei geriet Foliot zeitweise auch mit König in Konflikt, als er entgegen den Constitutions of Clarendon auf sein Recht beharrte, sich direkt an den Papst wenden zu dürfen. Angesichts des größeren Konflikts mit Becket vermied der König jedoch einen offenen Bruch mit Foliot und gab nach. Nachdem Becket Ende 1164 ins Exil nach Frankreich geflüchtet war, diente Foliot als Sprecher des Königs vor Papst Alexander III., der ins französische Sens gereist war. Sein Versuch, Becket als Erzbischof absetzen zu lassen, wurde jedoch vom Papst scharf zurückgewiesen. Der König konfiszierte die Ländereien von Becket und unterstellte sie unter Foliots Verwaltung. Dennoch machte Becket Foliot und Erzbischof Roger von York für die Konfiszierung verantwortlich.

### Führer der Opposition gegen Thomas Becket
In den nächsten Jahren wurde Foliot zusammen mit Erzbischof Roger von York zum Führer der geistlichen Opposition gegen Becket. Nachdem Becket im Juni 1166 eine Reihe seiner Gegner exkommuniziert hatte, forderte der König die Bischöfe auf, beim Papst Widerspruch einzulegen. Nach einem Kirchenrat, den Foliot am 24. Juni in London organisiert und geleitet hatte, schrieb er sowohl an den Papst als auch an den Erzbischof. Becket antwortete mit Vorwürfen. Foliot schrieb einen Brief, der als Multiplicem nobis bekannt ist, in dem er zum Kompromiss aufrief und dem Erzbischof riet, seine Ziele durch Demut zu erreichen. Ende 1166 beendete Foliot die Verwaltung von Canterbury. Foliot wandte sich weiter regelmäßig an den Papst und versuchte dazu zunehmend die Stellung des Erzbischofs durch verschiedene Maßnahmen zu schädigen. Zunächst griff Foliot die alte Idee auf, London anstelle Canterburys zum südlichen Zentrum der englischen Kirche zu machen. Deshalb beanspruchte er nachdrücklich für sich den Rang eines Erzbischofs. Dafür erhielt er allerdings kaum Unterstützung, so dass er diesen Anspruch nicht weiterverfolgte. Als Nächstes versuchte er, sich vor zukünftigen Sanktionen Beckets zu schützen. Dies brachte ihm den Spott seiner Gegner ein, doch der Papst billigte dies gewissermaßen, um die sich weiter steigernden Maßnahmen Beckets einzudämmen. Letztlich versandte er ab 1166 zahlreiche, teils gehässige Briefe, in denen er seine Sicht des Streits mit Becket darstellte.

### Erste Exkommunikation Foliots
1168 entzog der Papst Foliot seine Unterstützung. Am Palmsonntag, 13. April 1169, exkommunizierte Becket in Clairvaux Foliot, Bischof Jocelin von Salisbury und andere Gegner aufgrund ihres fortgesetzten Widerstands gegen seine Anordnungen als Erzbischof. Foliot versuchte diesen Bann zunächst zu ignorieren oder zu umgehen. Am Himmelfahrtstag, 29. Mai 1169 legte jedoch ein unerschrockener Bote die Exkommunikationsurkunde auf dem Altar der St Paul’s Cathedral ab. Nun konnte Foliot die Kirchenstrafe nicht länger ignorieren. Nach langen Verhandlungen mit päpstlichen Gesandten in Nordfrankreich reiste er Ende 1169 nach Rom. Über Montpellier und Saint-Gilles umging er das ihm feindlich gesinnte Burgund und erreichte Mailand. Dort erfuhr er, dass Erzbischof Rotrou de Beaumont von Rouen und Bischof Bartholomew von Exeter ihm im Auftrag des Papstes die Absolution erteilen durften. Daraufhin reiste er wieder nach Norden. Am 5. April 1170, an Ostern, wurde in Rouen die Exkommunikation gegen ihn aufgehoben. Am 1. Mai wurde er als Bischof wieder eingesetzt. Foliots Widerspruch gegen die Exkommunikation beim Papst wurde zum Vorbild für ähnliche Fälle im 12. Jahrhundert.

### Zweite Exkommunikation und Zuspitzung des Konflikts
Foliot setzte nun aber unverzüglich die Konfrontation mit Becket fort. Zusammen mit dem Erzbischof von York und anderen Bischöfen brüskierte er Becket, als sie den ältesten Sohn des Königs, Heinrich den Jüngeren, am 14. Juni 1170 zum Mitkönig krönten. Das Privileg, den König zu krönen, stand eigentlich Becket als Erzbischof von Canterbury zu. Dieser Anspruch wurde vom Papst unterstützt, der im September, als er Einzelheiten von der Krönung erfuhr, Foliot und Bischof Jocelin von Salisbury wieder exkommunizierte sowie Erzbischof Roger von York von seinem Amt suspendierte. Der König hatte in der Zwischenzeit einen Ausgleich mit Becket erreicht, worauf dieser nach England zurückkehrte. Am Tag, bevor er über den Ärmelkanal setzte, leitete er jedoch den Brief des Papstes mit der Exkommunikation von Foliot und Bischof Jocelin weiter. Die meisten englischen Bischöfe empfanden dies als Provokation und befürchteten eine erneute Auseinandersetzung mit Becket. Sie informierten den König, der sich in der Normandie aufhielt, worauf dieser einen Wutanfall bekam. Diesen Wutanfall betrachteten vier Barone als Aufforderung, Becket zu töten, worauf sie nach England übersetzten und am 29. Dezember 1170 Becket in Canterbury ermordeten.
Nach der Ermordung wurde zwar Foliots Exkommunikation wieder aufgehoben, doch Foliot musste miterleben, wie sein Rivale als Märtyrer verehrt und wenige Jahre später heiliggesprochen wurde. Er selbst bat nun den Heiligen um Fürsprache, als er einmal schwer erkrankte.

## Tätigkeit als Bischof von Hereford und London
Neben seinem politischen Engagement arbeitete Foliot als Bischof aktiv und gewissenhaft. Aus seiner fünfzehnjährigen Amtszeit als Bischof von Hereford sind über 60 Urkunden, aus seiner über 23-jährigen Amtszeit als Bischof von London etwa 150 Urkunden erhalten. Damit zählt er zu den englischen Bischöfen des 12. Jahrhunderts, von denen die meisten Urkunden erhalten sind. Der Kunsthistoriker Hans J. Böker vermutet, dass unter Foliot der Bau der 1737 zerstörten bischöflichen Kapelle in der Kathedrale von Hereford begann, deren Stil deutschen Kaiserkapellen ähnelte. Den meisten anderen Angaben nach erfolgte der Bau jedoch bereits unter Foliots Vorgänger Bischof Robert de Bethune.
Nachweislich befasste sich Foliot mit Angelegenheiten der Kathedralkapitel und mit den Klöstern seiner Diözesen, was ihm als Mönch sicher nahe lag. Aber auch mit seinen Archidiakonen sowie den Dekanen stand er in regen Austausch. Dabei förderte er durchaus Mitglieder seiner Familie, denen er geistliche Ämter verschaffte. Der von ihm ernannten Archidiakone von Hereford und London waren alle mit ihm verwandt. Allerdings sorgte er für eine angemessene Ausbildung dieser Verwandten, von denen er mindestens zwei zum Studium nach Bologna sandte. Außerdem verlangte er von seinen Archidiakonen, dass sie ihr Amt auch tatsächlich ausübten und nicht nur als einnahmenbringende Sinekure betrachteten. Angesichts seiner eigenen Erfahrungen mit Becket maß er scheinbar dem Studium des Kanonischen Rechts größere Bedeutung bei. Als Bischof von London förderte Foliot deshalb den Kanoniker Master David of London († 1189), der später ein bekannter Lehrer für Kanonisches Recht in Bologna war. Nach dem Tod Beckets, als auch sein Konflikt mit dem Papst gelöst war, wurde Foliot mehrmals von der Kurie als Richter eingesetzt, um kirchliche Streitfälle zu lösen. Im hohen Alter nahezu blind, starb Foliot schließlich mit fast 80 Jahren.

## Bibliografie
Bücher
- J. S. Barrow: Fasti Ecclesiae Anglicanae 1066–1300. Band 8: Hereford: Bishops. Institute of Historical Research, 2002 (englisch, british-history.ac.uk).
- Robert C. Bartlett: England Under the Norman and Angevin Kings: 1075–1225. Clarendon Press, Oxford UK 2000, ISBN 0-19-822741-8 (englisch).
- David Crouch: The Reign of King Stephen: 1135–1154. Longman, New York 2000, ISBN 0-582-22657-0 (englisch).
- E. B. Fryde, D. E. Greenway, S. Porter, I. Roy: Handbook of British Chronology. 3., überarbeitete Auflage. Cambridge University Press, Cambridge 1996, ISBN 0-521-56350-X (englisch).
- Diana E. Greenway: Fasti Ecclesiae Anglicanae 1066–1300. Band 3: Lincoln: Bishops. Institute of Historical Research, 1977 (englisch, british-history.ac.uk).
- David Knowles: The Episcopal Colleagues of Archbishop Thomas Becket. Cambridge University Press, Cambridge 1951, OCLC 2742571 (englisch).
- David Knowles Vera C. M. London, Christopher Brooke: The Heads of Religious Houses, England and Wales, 940–1216. 2. Auflage. Cambridge University Press, Cambridge 2001, ISBN 0-521-80452-3 (englisch).
- David Knowles: The Monastic Order in England: A History of its Development from the Times of St. Dunstan to the Fourth Lateran Council, 940–1216. Nachdruck der 2. Auflage. Cambridge University Press, Cambridge 1976, ISBN 0-521-05479-6 (englisch).
- Donald Matthew: King Stephen. Hambledon & London, London 2002, ISBN 1-85285-514-2 (englisch).
- Poole, Austin Lane: From Domesday Book to Magna Carta, 1087–1216. 2. Auflage. Clarendon Press, Oxford, UK 1955, ISBN 0-19-821707-2 (englisch).
- W. L. Warren: Henry II. University of California Press, Berkeley 1973, ISBN 0-520-03494-5 (englisch).
- Heinfried Wischermann: Romanesque Architecture in Great Britain. Hrsg.: Rolf Toman (= Romanesque: Architecture Sculpture Painting). Könemann, Köln 2007, ISBN 3-8331-3600-6, S. 216–255 (englisch).

Zeitschriften
- Hans J. Böker: The Bishop's Chapel of Hereford Cathedral and the Question of Architectural Copies in the Middle Ages. In: Gesta. Band 37, Nr. 1, 1998, S. 44–54, doi:10.2307/767211 (englisch).
- Richard H. Helmholz: Excommunication in Twelfth Century England. In: Journal of Law and Religion. Band 11, Nr. 1, 1995, S. 235–253, doi:10.2307/1051632 (englisch).